# 殺人狂騒曲 第9の生贄
『殺人狂騒曲 第9の生贄』（さつじんきょうそうきょく だいきゅうのいけにえ、原題：ロシア語: Девятая / The Ninth）は、2019年制作のロシアのミステリ・サスペンス映画。
19世紀末のロシア・サンクトペテルブルクを舞台に、美女ばかりをターゲットにして起きる連続猟奇殺人の謎に挑む2人の男性刑事と女霊媒師の活躍を描く。
『T-34 レジェンド・オブ・ウォー』や『バーフバリ』シリーズのFilm Direction FX社がVFXを担当している。

## あらすじ
19世紀末のロシア・サンクトペテルブルクでは、美女ばかりを狙った連続猟奇殺人事件が発生していた。
事件を追うロストフ警部と相棒のガニンは、4人目の犠牲者の体内から魔術の印「ペンタグラム」が描かれた卵を発見する。さらに捜査を進めたロストフは「ペンタグラム」を用いた降霊儀式の存在を知り、それを行うオリヴィアという霊媒師を訪ね、犠牲者の霊視を依頼する。するとオリヴィアは、「殺人は9人目の犠牲者が出るまで続く」と予言する。

## キャスト
※括弧内は日本語吹替声優。
- ロストフ警部：エフゲニー・ツィガノフ（早川毅）
- ガニン：ドミトリー・リセンコフ（峰晃弘）
- オリヴィア：デイジー・ヘッド（鳥越まあや）
- ジェームズ：ジョナサン・サルウェイ（佐々健太）
- ゴリツィン：ユーリー・コロコリニコフ（山本兼平）
- エフゲニー・トゥカチュク